# ジェフリー・エプスタイン: 権力と背徳の億万長者
『ジェフリー・エプスタイン: 権力と背徳の億万長者』（Jeffrey Epstein: Filthy Rich）は、性犯罪者のジェフリー・エプスタインを扱ったアメリカ合衆国のドキュメンタリー・テレビミニシリーズである。シリーズはジェイムズ・パタースンがジョン・コナリーとティム・マロイと共同執筆した2016年の同名書籍を原作としている。2020年5月27日に配信されたこの全4話構成のドキュメンタリーはバージニア・ジュフリーやマリア・ファーマーといった被害者たち、元スタッフや元警察署長のマイケル・ライター（最初のエプスタイン事件の重要人物）らのインタビューが含まれる。

## 内容
エプスタイン事件の被害者たちにより、彼がどのように自身の富と権力を使って犯罪を行ったかが語られる。

## エピソード
| 通算 話数 | タイトル                           | 監督               | 公開日        |
| --------- | ---------------------------------- | ------------------ | ------------- |
| 1         | "絶好の餌場" "Hunting Grounds"     | リサ・ブライアント | 2020年5月27日 |
| 2         | "金の流れ" "Follow the Money"      | リサ・ブライアント | 2020年5月27日 |
| 3         | "秘密の島" "The Island"            | リサ・ブライアント | 2020年5月27日 |
| 4         | "声を上げて" "Finding Their Voice" | リサ・ブライアント | 2020年5月27日 |

## 製作
ミニシリーズはジェイムズ・パタースンがジョン・コナリーとティム・マロイと共同執筆した2016年の書籍『Filthy Rich: A Powerful Billionaire, the Sex Scandal that Undid Him, and All the Justice that Money Can Buy: The Shocking True Story of Jeffrey Epstein』を基としている。シリーズはエプスタインの死の前の段階で告知され、彼の逮捕の9ヶ月前に既に製作が行われていた。プロジェクトは当初は『The Florida Project』として進行し、まだ存命であったエプスタインへの対抗措置としてシークレットサーバーを使って製作が行われた。またカメラと資料を保管するための金庫がある鍵付きの部屋で行われた。

## 公開
予告編は2020年5月14日に配信された。

## 評価
Rotten Tomatoesでは42件の批評を基に支持率は81%、平均点は6.98/10となり、「生存者たちの物語に焦点が当てられることによって『ジェフリー・エプスタイン: 権力と背徳の億万長者』はエプスタインの犯罪の持続的な影響に光が照らされる」とまとめられた。Metacriticでは13件の批評を基に加重平均値は61/100となった。